# Ternant-les-Eaux
Ternant-les-Eaux är en kommun i departementet Puy-de-Dôme i regionen Auvergne-Rhône-Alpes i centrala Frankrike. Kommunen ligger i kantonen Ardes som tillhör arrondissementet Issoire. År 2022 hade Ternant-les-Eaux 49 invånare.

## Befolkningsutveckling
Antalet invånare i kommunen Ternant-les-Eaux
| Referens: INSEE |